# Teodoro Plata
Teodoro Plata (Manilla, 1866 - aldaar, 31 december 1896) was een Filipijns revolutionair en een van de oprichters van de Katipunan, een ondergrondse verzetsbeweging tegen de Spaanse koloniale overheersing.

## Biografie
Plata werd geboren in Tondo in de Filipijnse hoofdstad Manilla. Hij studeerde rechten, maar maakte zijn studie niet af. Via zijn werk als griffier leerde hij Andres Bonifacio kennen. Samen met hem en Ladislao Diwa richtte hij op 7 juli 1892 de ondergrondse verzetsbeweging Katipunan op. Hij werd gekozen tot secretaris van de Supreme Council van de Katipunan en had de taak nieuwe leden te werven. Hij werd in die periode benoemd tot griffier van het Court of First Instance in Mindoro. Halverwege 1896 keerde hij terug naar Manilla om mee te helpen bij het opstarten van de Filipijnse Revolutie. Ondanks een verschil van mening over de timing van het begin van de opstand werd hij benoemd tot minister van Oorlog. De Katipunan werd echter vroegtijdig door de Spanjaarden ontdekt en daarop begon de Revolutie in augustus 1896 noodgedwongen. Plata ontvluchtte Manilla. Hij werd echter gearresteerd in Marinduque en naar Fort Santiago in Manilla overgebracht. Daar werd hij op 31 december 1896, 1 dag na Jose Rizal, geëxecuteerd op Bagumbayan Field (het tegenwoordige Rizal Park).
Plata was sinds 1893 getrouwd met Esperidiona, de zus van Andres Bonifacio.